# Micronecta tuwanoni
Micronecta tuwanoni (лат.) — вид мелких водяных клопов рода Micronecta из семейства Гребляки (Corixidae, Micronectinae, или Micronectidae). Юго-Восточная Азия (Вьетнам, Таиланд).

## Описание
Мелкие водяные клопы, длина от 1,8 до 2,0 мм. Протонум заметно длиннее медианной длины головы. Дорзум обычно светло-коричневый. Гемелитрон пунктированный, с поперечными темными отметинами неправильной формы.
Переднее бедро самца с двумя шипами на проксимальной трети, двумя шипами на дистальной трети и одной парой шипов в дистальной части; голень с одним шипом в проксимальной трети и парой шипов в дистальном; паларный коготь умеренно расширен дистально, на вершине закруглен. Срединная лопасть VII стернита самца с заостренной вершиной и четырьмя длинными щетинками. Вид был впервые описан в 2004 году, а его валидный статус подтверждён в ходе ревизии, проведённой в 2021 году вьетнамскими энтомологами Tuyet Ngan Ha и Anh Duc Tran (Faculty of Biology, VNU University of Science, Vietnam National University, Ханой, Вьетнам) по материалам из Вьетнама.